# The Denver Gentlemen
The Denver Gentlemen, appelé également les Gents, est un groupe américain de musique, originaire de Denver dans le Colorado (États-Unis), fondé en 1988 et qui mit sa carrière entre parenthèses de 1995 à 2005, date de renaissance de la formation.

## Histoire du groupe
Le groupe a débuté notamment avec David Eugene Edwards et Slim Cessna sur les scènes de Denver à la fin des années 1980. Après un premier album remarqué en 1995, la formation s'est dissoute dans les projets alternatifs des membres des Gents, comme 16 Horsepower et le Slim Cessna's Auto Club.
En 2005, le groupe est reformé par Jeffrey-Paul autour d'un nouvel effectif.
The Denver Gentlemen fait partie du mouvement rock appelé le Denver Sound.

## Membres actuels du groupe
- Jeffrey-Paul, à l'écriture, à la composition, au chant et aux guitares.
- Sam Young
- Sharon Gatliffe
- Thomas Hagerman
- Shana Vorhauer

## Discographie

### Albums
- 1995 : Introducing the Denver Gentlemen   (réédité en 2007).
- 2005 : The Denver Gentlemen
- 2007 : Goodnight with..